# Jesús Fuenmayor (taekwondo)
Jesús Fuenmayor es un deportista venezolano que compitió en taekwondo. Ganó una medalla de bronce en el Campeonato Panamericano de Taekwondo de 1982 en la categoría de –78 kg.

## Palmarés internacional
| Campeonato Panamericano | Campeonato Panamericano | Campeonato Panamericano | Campeonato Panamericano |
| Año                     | Lugar                   | Medalla                 | Categoría               |
| ----------------------- | ----------------------- | ----------------------- | ----------------------- |
| 1982                    | Ponce (Puerto Rico)     | Medalla de bronce       | –78 kg                  |